# Richtplatz des Amtes Syke

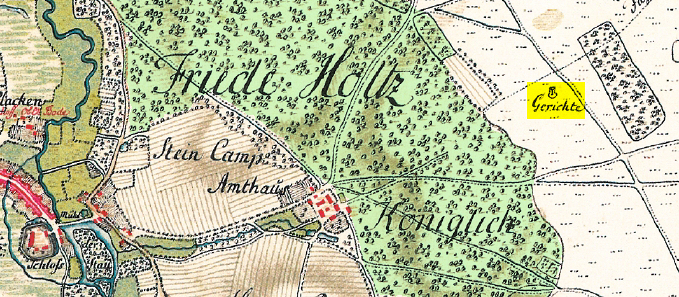
Eintrag des Richtplatzes in der Kurhannoverschen Landesaufnahme von 1773 als Gerichte, links davon das Friedeholz und Syke

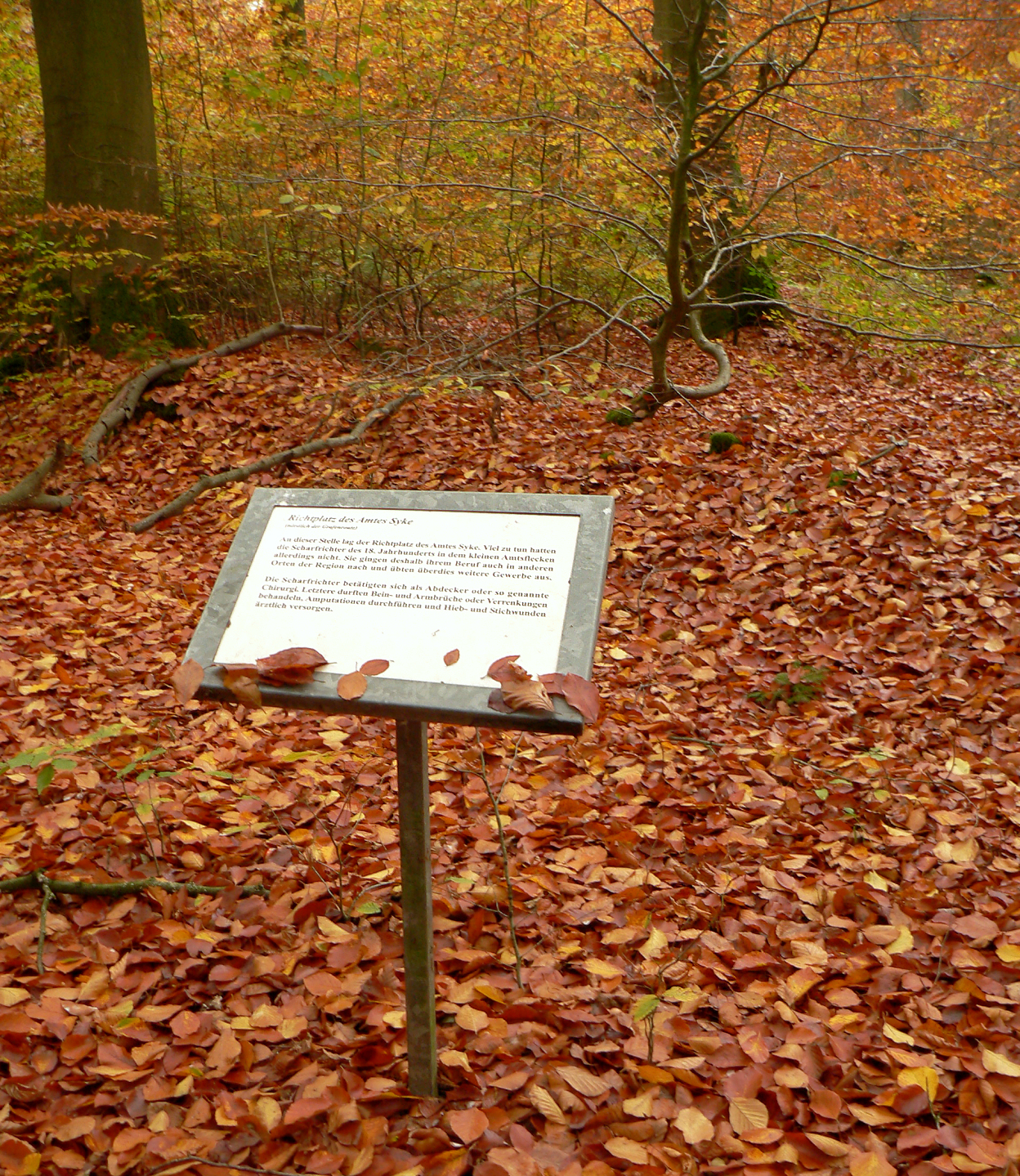
Informationsschild im Bereich des Richtplatzes im Friedeholz

Der Richtplatz des Amtes Syke diente im 18. Jahrhundert und möglicherweise lange davor als Richtplatz des Amtes Syke. Die Stelle befindet sich im Waldgebiet Friedeholz östlich von Syke.
Der Richtplatz wird seit 1773 als „Galgenschlatt“ bezeichnet. Auf einer Karte der Kurhannoverschen Landesaufnahme von 1773 befindet sich die Stelle in freiem Gelände, während sie heute im Wald liegt.
Scharfrichter im Amt Syke war im 18. Jahrhundert Johann Conrad Zippel (1741–1788). Er war auch für die Ämter Diepholz, Melle und Osnabrück zuständig.
An Hinrichtungen im Bereich des Amtes Syke ist bekannt, dass Ende des 16. Jahrhunderts ein von Bothmer enthauptet wurde, am 16. Juli 1673 ein Hans Lang wegen eines Tötungsdeliktes enthauptet wurde und 1764 August Matthias aus Syke wegen eines Tötungsdeliktes hingerichtet wurde. Ob die Hinrichtungen am Richtplatz stattgefunden haben, ist nicht bekannt.